# ريوت (اقتصاد)
ريوت (بدائل: رايات ، رايت أو رافات) كان مصطلحًا اقتصاديًا عامًا يُستخدم في جميع أنحاء الهند للمزارعين الفلاحين ولكن مع وجود اختلافات في المقاطعات المختلفة. في حين كان الزامنداريون من ملاك الأراضي، كان الريوت مستأجرين ومزارعين، وكانوا يعملون كعمال مستأجرين.
عُرف الريوت على أنه الشخص الذي اكتسب حق حيازة الأرض لغرض زراعتها، سواء بمفرده أو من أفراد أسرته أو الخدم المستأجرين أو الشركاء. كما أشار أيضًا إلى حقوق خلافة هذه الأرض.

## علم أصول الكلمات
نشأت كلمة "ريوت" من الكلمة الهندية الأردية " رائية" التي أُخذَت من الكلمة العربية "رعية"، والتي تُرجمت إلى.